# Бойкот Nestlé
Бойкот Nestlé — кампания против швейцарской корпорации Nestlé, начавшаяся 4 июля 1977 года в США. Получив широкую поддержку в США, в начале 1980-х годов кампания распространилась на Европу. Это было вызвано беспокойством в отношении продажи компанией искусственных заменителей грудного молока (искусственного детского питания, то есть смесей), особенно в развивающихся странах. Активисты борьбы предъявили претензию Nestle в том, что искусственное детское питание способствует внезапной смерти и страданиям детей, особенно среди бедных слоев населения.
Среди активистов — профессор Дерек Желлифф и его жена Патрис, которые внесли большой вклад в создание Всемирного альянса за грудное вскармливание (WABA) и сыграли особенно важную роль в координации бойкота и придания ему достаточной известности во всем мире.

## Проблема детского молочного питания
Такие организации, как Международная сеть для действий в области детского питания (IBFAN) и Фонд спасения детей, заявили о том, что реклама молочной смеси как чего-то лучшего, чем грудное вскармливание, привела к проблемам со здоровьем и смертности среди младенцев в экономически менее развитых странах. Есть четыре проблемы, которые могут возникнуть, когда малообеспеченные матери в развивающихся странах переходят на молочную смесь:
- Молочная смесь, как правило, должна быть смешана с водой, потому что смесь поступает в виде порошка. При этом доступ к питьевой воде может быть ограничен даже в таких развитых странах, как США. В развивающихся странах может быть невозможно иметь под рукой чистую питьевую воду[1]. Из-за высокого уровня неграмотности в развивающихся странах многие матери не знают о санитарных методах, необходимых при подготовке бутылок с молочной смесью. Даже матери, умеющие читать на родном языке, могут быть не в состоянии прочитать инструкции по использованию молочной смеси;
- Матери, которые понимают необходимость выполнения принятых санитарных норм, зачастую не имеют средств, чтобы выполнить их: у них может не быть источника энергии для того, чтобы вскипятить воду и простерилизовать бутылки и соски, света, чтобы видеть, что они правильно разводят смесь ночью, или холодильника, чтобы держать разведённую смесь и чтобы она не портилась. По оценкам ЮНИСЕФ, дети, лишенные грудного вскармливания, живущие в охваченных болезнью и антисанитарных условиях, в 6-25 раз чаще умирают от диареи и в четыре раза чаще умирают от пневмонии, чем дети, которых кормят грудью[2];
- Многие малоимущие матери используют меньше порошка смеси, чем это необходимо, для того, чтобы банки со смесью хватило на более долгое время. В результате их дети не получают достаточного питания из слабых растворов смеси. Это распространенная проблема и в США[3];
- Грудное молоко имеет множество питательных элементов, отсутствующих в смесях питательные вещества и антитела, которые передаются ребёнку во время кормления грудью[4]. Младенцы, которых кормят грудью, защищены в той или иной степени от ряда болезней, включая диарею, бактериальный менингит, гастроэнтерит, инфекции уха, а также респираторные инфекции[5][6][7]. Грудное молоко содержит нужное количество питательных веществ, которые необходимы для развития центрального и периферического отделов нервной системы[8]. Связь между ребёнком и матерью может быть усилена во время грудного вскармливания[6]. Частые прикладывания при исключительно грудном вскармливании также способны отложить возвращение фертильности, что может помочь женщинам в развивающихся странах в планировании семьи[9]. Всемирная Организация Здравоохранения в большинстве случаев рекомендует исключительно грудное вскармливание младенцев в течение первых шести месяцев.

Группы защиты прав и благотворительные организации обвинили Nestlé в неэтичности методов пропаганды преимуществ смесей по сравнению с грудным молоком среди бедных матерей в развивающихся странах. Так, например, IBFAN утверждает, что Nestlé поддерживает распространение бесплатных образцов сухой молочной смеси в больницах и родильных домах; после выписки из больницы молочная смесь уже не бесплатна, но так как искусственное вскармливание заменило собой грудное, семья вынуждена покупать молочную смесь и дальше. IBFAN также утверждает, что Nestlé использует для создания рынков слова «гуманитарная помощь» на этикетках своей продукции на языке соответствующей страны, где эта продукция продается, предлагает подарки и оказывает влияние на медицинских работников для продвижения своих продуктов. Nestlé отрицает эти обвинения.

## История бойкота
Положения осознанной маркетинговой стратегии компании Nestlé впервые были опубликованы в журнале New Internationalist (Современный Интернационалист) в 1973 году и в брошюре под названием «Baby Killer» («Убийца детей»), опубликованной британской неправительственной организацией «Война против нужды» в 1974 году. Nestlé пыталась подать в суд на издателя перевода на немецкий язык (Инициативная группа развивающихся стран) за клевету. После двух лет судебного разбирательства, суд вынес решение в пользу Nestlé, потому что «с точки зрения уголовного права» корпорация не может нести ответственность за смерти детей.
Однако, на обвиняемых был наложен только штраф в размере 300 швейцарских франков. При этом, судья Юрг Соллбергер отметил, что Nestlé «должна принципиально изменить свои методы рекламы». Журнал TIME объявил это решение суда «моральной победой» ответчиков.
Широкая огласка привела к началу бойкота в Миннеаполисе (США) инициативной группой против распространения смесей для детского питания (INFACT), и этот бойкот вскоре распространился в Австралии, Канаде, Новой Зеландии и Европе. В мае 1978 г. Сенат США провёл общественные слушания о пропаганде искусственных заменителей грудного молока в развивающихся странах и призвал обратиться к Своду правил маркетинга. В 1979 году ВОЗ и ЮНИСЕФ организовали международную конференцию, которая призывала к разработке международного кодекса маркетинга, в том числе к работе на других фронтах, чтобы улучшить правила кормления младенцев и новорождённых. На данной конференции шестью её активными участниками был создан Всемирный Альянс поддержки грудного вскармливания (IBFAN).
В 1981 году 34-й сессия Всемирной ассамблеи здравоохранения приняла резолюцию WHA34.22, которая включает Международный кодекс маркетинга заменителей грудного молока. Кодекс распространяется на детскую смесь и другие молочные продукты, продукты питания и напитки, выставленные на продажу или представленные иным образом, которые могут быть использованы как частичный или полный заменитель грудного молока. Он запрещает продвижение на рынке заменителей грудного молока и наделяет медицинских работников ответственностью за консультирование родителей по кормлению. Кодекс заставляет компании-производителей предоставлять научную и достоверную информацию работникам здравоохранения и устанавливает требования к маркировке.
В 1984 году координаторы бойкота встретились с представителями Nestlé, которые согласились выполнить требования кодекса, и бойкот был официально приостановлен. Однако в 1988 Всемирный Альянс поддержки грудного вскармливания (IBFAN) заявил, что компании — производители молочных смесей для детей заполонили медицинские учреждения в развивающихся странах бесплатной и дешёвой продукцией, и бойкот был возобновлен в следующем году.
В мае 1999 года против Nestlé был издано постановление со стороны Британского органа по соблюдению стандартов рекламы (ASA). Nestlé заявила в противо-бойкотной рекламе, что она продаёт детское питание «вежливо и ответственно». ASA установил, что Nestlé не может этого подтвердить, и не может опровергнуть доказательства, представленные группой Baby Milk Action.
В ноябре 2000 года Европейский парламент предложил IBFAN, ЮНИСЕФ и Nestlé представить доказательства в ходе открытых слушаний перед Комитетом по развитию сотрудничества. Доказательства были представлены группой IBFAN из Пакистана, а сотрудники по правовым вопросам ЮНИСЕФ прокомментировали отказ Nestlé привести свою политику в соответствие с положениями резолюций Всемирной Ассамблеи Здравоохранения. Nestlé отклонила приглашение принять участие, сославшись на свой загруженный график, хотя и направила представителя аудиторской компании, поручив подготовить доклад о работе корпорации в Пакистане.

## Современное состояние бойкота
Бойкот координировался Международным комитетом бойкота Nestlé, секретариатом которого являлась группа в Великобритании Baby Milk Action. Деятельность компании контролировалась Всемирным Альянсом поддержки грудного вскармливания (IBFAN), который состоит из более чем 200 групп в более чем 100 странах.
Параллельно с бойкотом, кампании работают по реализации кодекса и постановлений в области законодательства и утверждают, что в 60 странах уже приняты законы, реализующие все или почти все положения.
Многие европейские университеты, колледжи и школы запретили продажу продукции Nestlé в своих магазинах и торговых автоматах. В Великобритании бойкот поддержали 73 студенческих союза, 102 предприятия, 30 религиозных групп, 20 групп здоровья, 33 группы потребителей, 18 местных органов власти, 12 профсоюзов, образовательных групп, 31 депутат, а также многие знаменитости.
Nestlé утверждало, что действовало в полном соответствии с Международным кодексом. Генеральный директор корпорации Питер Брабек-Летмат заявил: «Мы проводим ежегодные аудиторские проверки образца компаний Nestlé по соответствию Кодексу ВОЗ, и мы расследуем любые обоснованные претензии тех, кто считает, что мы нарушили Кодекc. Если мы обнаружим, что Кодекс был намеренно нарушен, мы примем дисциплинарные меры.» Компания утверждает, что многие обвинения являются необоснованными, несвоевременными, или основаны на нестандартном толковании Кодекса со стороны IBFAN.
В 2024 году Nestle была подвергнута критике за избыточное добавление сахара в смеси, предназначенные для стран с низким и средним уровнем дохода, по сравнению со смесями для богатых рынков.

## Бойкот в средствах массовой информации
В эпизоде телешоу «Программа Марка Томаса» (The Mark Thomas Product), выпускаемом Четвёртым британским каналом, в 1999 году исследовался бойкот и деятельность Nestlé, связанная с детским молочным питанием. Марк Томас пытался найти доказательства претензий Nestlé и поговорить с руководителями компании. В одной части телешоу он получил банку молочной детской смеси из Мозамбика. Все инструкции там были на английском языке. В Мозамбике признаются 33 языка и диалекта. Португальский язык является официальным языком. Тем не менее, лишь около 30 % населения могут говорить на нём. Английский, как правило, — это второй язык для людей в Мозамбике.
В 2001 году комик Роберт Ньюман и актриса Эмма Томпсон призвали к бойкоту Perrier Comedy Award, так как Nestlé финансировала премию Perrier. Альтернативный конкурс под названием Премия водопроводной воды был организован в следующем году.
В 2002 году писатели Джермейн Грир и Джим Крейс в знак протеста отказались от участия в Hay Festival из-за финансирования этого события компанией Nestlé.
В 2007 в статье в газете The Guardian была подчеркнута агрессивная маркетинговая деятельность компании Nestlé в Бангладеш.
В 2016 году на популярном американском форуме Reddit был создан тред r/FuckNestle, в котором пользователи призывают бойкотировать и критикуют Nestle. Тред продолжает деятельность по сей день, насчитывая уже свыше 254 000 участников (на июль 2023 года).

## Другие аспекты деятельности Nestlé, подвергаемые критике
Иногда Nestlé критикуют и за другие аспекты своей деятельности. Бразильская группа под названием Cidadãos pelas Águas (Граждане за воду) призвала к бойкоту Nestlé в Бразилии против чрезмерной добычи компанией воды из водоносного горизонта в Сан-Лоренсо. Некоторые из них также бойкотируют кофе и шоколадные изделия Nestlé в пользу альтернатив справедливой торговли (Fairtrade). Тем не менее, бренд кофе Partners Blend, выпущенный на рынок компанией Nestlé в 2005 году, получил статус маркировки Fairtrade. Движение за грудное вскармливание также осудило такое развитие событий.
На Филиппинах действует бойкот компании Nestlé из-за подозрения нарушений трудовых прав на фабрике в провинции Лагуна. Эта кампания проводилась организацией Kilusang Mayo Uno.
Nestle подвергается критике и бойкоту со стороны про-палестинских и анти-израильских групп по всему миру, за сотрудничество с Израилем. Так, Nestle является мажоритарным акционером израильского пищевого гиганта OSEM. Компания так же располагает научно-исследовательским центром в г. Сдерот, на котором занято около 200 человек. Основные исследования центра сосредоточены в области информатизации производства. Nestle включена во все списки компаний для бойкота, составляемых про-палестинскими и анти-израильскими организациями.
Президент Украины Владимир Зеленский 19 марта 2022 года призвал бойкотировать продукцию Nestlé из-за того, что компания не приостановила деятельность в России.